# Хама
За општину у Немачкој, погледајте чланак Хама (Тирингија).
Хама (арап. حماة‎ , грч. Ἐπιφάνεια) је град у Сирији, и главни град истоимене покрајине. Налази се на реци Оронт. Број становника је 2009. године износио 696.863. По томе је Хама четврти највећи град Сирије. 
Град је један од најстаријих на свету. На његовом подручју су остаци насеља из доба неолита, а познато је да су се овде населили Аморити са реке Еуфрат у 3. миленијуму пре нове ере. Ту су потом владали Митани и Хетити. После Александрових освајања, град је у доба Селеукида добио име Епифанија. 
Хама је данас важан индустријски центар Сирије окружен пољопривредним подручјем. 